# Містер Посередник
Містер Посередник (також. Посередник) — австралійська чорна комедія та кримінально-драматичний телесеріал, прем'єра якого відбулася на FX 25 вересня 2018 року в Сполучених Штатах, а потім Fox Showcase в Австралії 1 жовтня 2018 року. Серіал є серіалізацією повнометражного фільму 2005 року «Чарівник», який був створений Скоттом Раяном, який зіграв у головній ролі. Раян в цьому фільмі знову виконує головну роль, а також є сценаристом серіалу, режисером якого виступив Неш Еджертон.
Сценарій спочатку був замовлений для FX Australia як перша оригінальна драматична постановка, але замість цього була запущена в Австралії на Showcase після закриття FX Australia між замовленням і прем’єрою. Зйомки проходили в різних місцях Сіднея.
9 жовтня 2018 року FX і Foxtel продовжили серіал на другий сезон, прем'єра якого відбулася 12 вересня 2019 року. 26 травня 2020 року серіал було продовжено на третій і останній сезон, прем’єра якого відбулася 25 травня 2021 року. Серіал завершився 13 липня 2021 року після трьох сезонів і 26 епізодів. Серіал отримав схвалення критиків, які високо оцінили його сценарій, режисуру, виконання та тон.

## Передмова
Розташований у передмісті Сіднея Реймонд «Рей» Шусміт (Скотт Раян) — найманий вбивця, який живе тим, що збалансовує свою злочинну діяльність із зобов’язаннями перед друзями та родиною. Він намагається бути батьком для Бріттані (Чіка Ясумура), його дочки з його колишньою дружиною Жасінтою (Наталі Тран), люблячим хлопцем для Еллі (Брук Сатчвелл) і хорошим опікуном для його смертельно хворого брата Брюса (Ніколас Кассім). Рей також прикриває свого друга Гері (Джастін Росняк), коли це необхідно і беззаперечно виконує накази свого боса Фредді (Деймон Герріман). Рей розправляється зі злочинцями та внутрішніми монстрами у власний жорстокий спосіб; ця поведінка, однак, починає брати своє і впливає на його стосунки.

## Акторський склад

### Основний
- Скотт Раян у ролі Реймонда Шусміта «Рей», вбивці, відомого як «Чарівник»
- Джастін Росняк у ролі Гарі Томаса, найкращого друга Рея
- Брук Сетчвелл у ролі Еллі, дівчина Рея (сезони 1–2; гостьовий сезон 3)
- Ніколас Кассім у ролі Брюса Шусміта, старшого брата Рея, який має захворювання мотонейронів (сезони 1–2)
- Чіка Ясумура у ролі Бріттані, дочка Рея
- Деймон Герріман у ролі Фредді, боса Рея

### Повторювані
- Метт Нейбл у ролі Дейва, іншого вбивці та друга Рея
- Наталі Тран у ролі Джасінта, колишня дружина Рея
- Ліззі Шебеста у ролі Тетяни, дружина Гері
- Брін Чепмен Періш у ролі Джеймса
- Девід Мішо у ролі Пітера (сезони 1–2)
- Кенні Грем у ролі Білл Шусміт, батько Рея (2–3 сезони)
- Роуз Райлі у ролі Мікеле (2-3 сезони)

#### 1 сезон
- Джексон Тозер у ролі Василлі
- Фірасс Дірані у ролі Давроса
- Едмунд Лембке-Хоган у ролі Ніка

#### 2 сезон
- Едді Бару у ролі Кевіна
- Джош Макконвілл у ролі Алекса
- Кіран Дарсі-Сміт у ролі Вінні Вільямса
- Бен Оксенболд у ролі Дірка
- Міра Фолкс у ролі Кейт Холл

#### 3 сезон
- Сем Коттон у ролі Адам Келсі
- Джексон Хейвуд у ролі Метті
- Тесса де Жослен у ролі Карен
- Джеремі Сімс у ролі Рафаеля, злочинного злодія у законі
- Бред МакМюррей у ролі Каллена
- Емілі Барклі у ролі Зої

### Гості

#### 1 сезон
- Джош Куонг Тарт у ролі Люка Генсона
- Бенедикт Харді у ролі Лефті

#### 2 сезон
- Деніел Амальм у ролі Сем
- Х'юго Джонстон-Берт у ролі Джейсона
- Неш Еджертон у ролі Трента
- Клейтон Джейкобсон у ролі Бенні
- Саймон Ліндон у ролі Підгі

#### 3 сезон
- Ян Робертс у ролі Грема
- Джастін Кларк у ролі Меган Кларк
- Деніел Хеншалл у ролі Кенні
- Джулія Севідж у ролі Фібі